# Бастелика
Бастелика (фр. Bastelica, корс. Bastelica) — коммуна во Франции, находится в регионе Корсика. Департамент коммуны — Южная Корсика. Административный центр кантона Бастелика. Округ коммуны — Аяччо.
Код INSEE коммуны — 2A031.

## Население
Население коммуны на 2008 год составляло 531 человек.
| 1962 | 1968 | 1975 | 1982 | 1990 | 1999 | 2008 |
| ---- | ---- | ---- | ---- | ---- | ---- | ---- |
| 715  | 774  | 762  | 766  | 436  | 460  | 531  |

## Экономика
В 2007 году среди 309 человек в трудоспособном возрасте (15—64 лет) 221 были экономически активными, 88 — неактивными (показатель активности — 71,5 %, в 1999 году было 56,4 %). Из 221 активных работали 197 человек (122 мужчины и 75 женщин), безработных было 24 (12 мужчин и 12 женщин). Среди 88 неактивных 18 человек были учениками или студентами, 32 — пенсионерами, 38 были неактивными по другим причинам.
В 2008 году в коммуне насчитывалось 243 облагаемых налогом домохозяйства, в которых проживали 531 человек, медиана доходов составляла 15 050 евро на одного человека.

## Известные уроженцы и жители
- Сампьеро Корсо (1498—1567) — герой борьбы за независимость Корсики
- Д’Орнано, Альфонс (1548—1610) — маршал Франции